# Шеститактный двигатель
Шестита́ктный дви́гатель — тип двигателя внутреннего сгорания, который является развитием четырёхтактного двигателя. Рабочий цикл происходит за шесть ходов поршня. 
Первый тип (рассматривается одноцилиндровый двигатель), где стенки камеры сгорания и поршень утилизируют тепло, которое получено от четырёхтактного цикла Отто или цикла Тринклера-Дизеля и использует его для получения дополнительной мощности в течение ещё двух тактов; такта дополнительного сжатия и такта дополнительного рабочего хода. В качестве рабочего тела для дополнительного рабочего хода используется пар или сжатые газы от основных тактов сжатия/рабочего хода. В качестве примера может служить двигатель Даера, проект которого был разработан в 1915 году. Двигатель предполагал впрыск дистиллированной воды в дополнительном такте сжатия и использование получившегося водяного пара для такта дополнительного рабочего хода.
За счёт расширения воздуха и испарения воды происходит дополнительное охлаждение стенок цилиндра и снижение тепловых потерь двигателя. К этому же типу относится и 6-тактный двигатель Кроуэра, изобретённый Брюсом Кроуэром ( англ. Bruce Crower) в США. Эту систему не следует путать с впрыском воды, который увеличивает температуру сгорания и увеличивает степень сжатия.
Второй тип, например, проекты таких двигателей как: двигатель Баюласа (англ. Bajulaz), созданный швейцарской компанией Баюлас, или шеститактный двигатель Велозета (англ. Velozeta), построенный в инженерном колледже в Тируванантапураме в Индии, предусматривают использование для дополнительных тактов аккумулированные выхлопные газы или сжатый воздух от основных тактов.  
Также некоторыми исследователями заявляются как шеститактные конструкции с двумя оппозитными поршнями, движущимися в одном цилиндре. Радиус кривошипа одного поршня больше в два раза, чем радиус кривошипа противоположного поршня. Таким образом, за один рабочий цикл поршень совершает два такта, а противоположный - четыре такта. Так устроены двигатели Бира и двигатель типа M4+2(см. ниже), являющийся его развитием.  

## Недостатки двигателей первого типа
- Для выхода двигателя на рабочий режим необходим долгий запуск и период прогрева. Мощность и КПД в этот период снижаются, но не больше, чем до уровня обычного четырехтактного двигателя. При этом отсутствие системы охлаждения должно снизить тепловую инерцию и время прогрева.
- Подача холодной воды на горячий поршень приводит к термическим напряжениям поршня и стенок цилиндра. Это также относится к выхлопным трубам и турбокомпрессору.
- Для системы впрыска воды должен быть предусмотрен обогрев в холодное время (хотя возможен и впрыск смеси воды, например, с метанолом).
- Загрязнение масла водой во время пятого и шестого тактов является одним из наиболее сложных моментов, которые необходимо решить, таким образом необходим сепаратор масла и использование гидрофобных масел.
- Конденсация пара тормозит циркуляцию выхлопных газов, что, возможно, потребует отдельного тракта газовыхлопа и как следствие отдельного газораспределительного механизма. В случае двигателя с турбонаддувом можно предусмотреть дополнительный продувочный клапан от впускного коллектора для продувки цилиндра от пара и газов.
- Высокая коррозионная активность воды в смеси с отработавшими газами при высокой температуре.
- Мощность дополнительных тактов намного ниже, чем основных тактов, что требует маховик большей массы или применения многоцилиндрового двигателя, вследствие получившегося дисбаланса двигателя.

## Двигатель M4+2

Анимация рабочего цикла двигателя M4+2

Двигатель M4+2 разработан инженером Адамом Чеселкивцем в Силезском университете в Катовице. Он является развитием двигателя Бира (Beare Head), изобретённого австралийцем Малькольмом Биром (англ. Malcolm Beare). Двигатель имеет два противоположно расположенных поршня в одном цилиндре. Один из поршней движется с частотой, равной половине частоты другого поршня. Такая конструкция позволяет отказаться от клапанного механизма, заменив его продувочными и выпускными окнами, а также достичь большой степени сжатия.
Также к похожему типу относится двигатель "с поршневым наддувом" (англ. German Charge pump), разработанный Хельмутом Котманном (англ. Helmut Kottmann).
Существенный недостаток двигателя типа М4+2 - обязательное наличие избыточного давления воздуха от турбокомпрессора или воздуходувки, для наполнения цилиндра и продувки цилиндра от отработавших газов.
Строго говоря, данные конструкции двигателей шеститактными не являются. Левый поршень работает по схеме двухтактного двигателя и совершает только такты рабочего хода-продувки и наполнения-сжатия, а правый поршень работает по схеме четырёхтактного, так как совершает такты рабочего хода, продувки, наполнения и сжатия.

## Двигатель Гриффина
В 1883 году инженер Сэмюэл Гриффин (англ. Samuel Griffin) был авторитетным создателем паровых и газовых двигателей. Он хотел производить двигатели внутреннего сгорания, но без лицензионных отчислений за патенты Отто. Он нашёл выход в том, чтобы запатентовать «скользящий клапан» и производить "шеститактный двигатель однократного действия", использующий его.
К 1886 году шотландский производитель паровозов Дик Керр увидел будущее в двигателях внутреннего сгорания  на топливах из нефти, и получил лицензию на патенты Гриффина. Большая часть двигателей Гриффина использовалась для производства электроэнергии. Эти большие и тяжёлые двигатели не предназначались для использования на транспорте, но они могли работать на более тяжёлых и дешёвых видах нефтяного топлива.
Двигатель "Griffin Simplex" имел внешнюю испарительную камеру для сырой нефти. В ней поддерживалась температура 288 °C — достаточная для выпаривания нефти, но не для её химического разложения. Такое разделение на фракции позволяло использовать тяжёлые нефтяные топлива,  неиспользуемый дёготь и битум отделялись в дистилляторе. Отдистиллированное горючее подавалось с помощью сжатого воздуха под небольшим давлением (140 КПа) в цилиндр. Для зажигания смеси использовался калоризатор.